# Mata (Burgos)
Mata es una localidad situada en la provincia de Burgos, comunidad autónoma de Castilla y León (España), comarca de Alfoz de Burgos. Su situación administrativa es la de Entidad Local Menor dependiente del ayuntamiento de Merindad de Río Ubierna.

## Datos generales
La localidad está situada 12 km al norte de la capital del municipio, Sotopalacios, junto a las localidades de Quintanarrío, Robredo Sobresierra y Castrillo de Rucios.
En su término nace el arroyo de Mata, afluente del río Ubierna.

## Comunicaciones
- Carretera: N-623 de Burgos a Santander por el puerto de El Escudo  entre San Martín de Ubierna y Quintanilla-Sobresierra.

## Demografía
Evolución de la población
| Gráfica de evolución demográfica de Mata entre 2000 y 2017         |
|                                                                    |
| Población de derecho (2000-2017) según el padrón municipal del INE |

## Historia
Lugar que formaba parte de la Jurisdicción de Río Ubierna en el Partido de Burgos, uno de los catorce que formaban la Intendencia de Burgos, durante el periodo comprendido entre 1785 y 1833. En el Censo de Floridablanca de 1787 figura como jurisdicción de realengo con alcalde pedáneo.
Antiguo municipio de Castilla la Vieja en el Partido de Burgos código INE- 095067 que en el censo de la matrícula catastral contaba con 11 hogares y 31 vecinos. Entre el censo de 1857 y el anterior, crece el término del municipio porque incorpora a 095062 Gredilla la Polera. Municipio que entre el censo de 1981 y el anterior desaparece al agruparse en la Merindad de Río Ubierna.
Así se describe a Mata (de Sobresierra) en el tomo XI del Diccionario geográfico-estadístico-histórico de España y sus posesiones de Ultramar, obra impulsada por Pascual Madoz a mediados del siglo XIX:

Lugar en la provincia, partido judicial, diócesis, audiencia territorial y capitanía general de Burgos (4 leguas), y ayuntamiento de Gredilla la Polera (1/2). Situado en terreno llano y arenoso, donde le combaten con más frecuencia los vientos N, NE y O; su clima es bastante frío, y las enfermedades que ordinariamente se padecen son las catarrales y dolores de costado. Tiene 14 casas construidas de piedra; 1 iglesia parroquial (San Julián) en los afueras de aquel, pero a muy corta distancia, y sirven el culto de ella 1 cura párroco y 1 sacristán, siendo el primero de provisión ordinaria; y por último 1 ermita (San Roque) en medio de la población. Confina el término N Quintanario; E Villalvilla y Robredo; S Gredilla la Polera y San Martín de Hubierna, y O Castrillo de Rucios. El terreno es arenoso, secano y de inferior calidad, cuya mayor parte está destinado para pastos; hay canteras de piedra, aunque mala, y al O un montecillo carrascal poco poblado. Camino: el real que conduce de Burgos a Santander. La correspondencia se recibe de aquella capital por los mismos interesados. Producciones: trigo, cebada, avena, titos y arvejas, de todo en poca cantidad; ganado lanar, algo de yeguar, vacuno y asnal, y caza de liebres y perdices. Industria: la agrícola. Población: 11 vecinos, 31 almas. Capital productivo: 286.700 reales. Imponible: 28.205. Contribución: 504 reales 31 maravedíes.
Diccionario geográfico-estadístico-histórico de España y sus posesiones de Ultramar

## Parroquia
Iglesia de San Julián Mártir, dependiente de la parroquia de Ubierna, en el arciprestazgo de Ubierna Úrbel.